# Praaien
Praaien is het aanroepen van een ander schip op zee.
Het begrip komt van het oudnederlandse werkwoord prejen wat vérspreken betekent. Gebeurde het praaien in vroeger tijden door roepen, tegenwoordig wordt er op schepen gebruikgemaakt van geluidsinstallaties die ook wel praai-installatie genoemd worden. Bij de marine houdt het begrip ook in het geven van commando's als roerorders en stuurorders. De term wordt soms ook wel gebruikt voor het openen van een gesprek op MSN Messenger, Skype of soortgelijke programma's.